# لابل، کبک
لابل (به فرانسوی: Labelle) شهری در منطقه شهری له لورانتید ناحیه لورانتید در استان کبک کانادا است. در سرشماری سال ۲۰۱۱ این شهر ۲٬۴۹۵ نفر جمعیت داشته‌است و مساحت آن ۲۱۷٫۱۱ کیلومتر مربع است.